# Alfred Jaëll

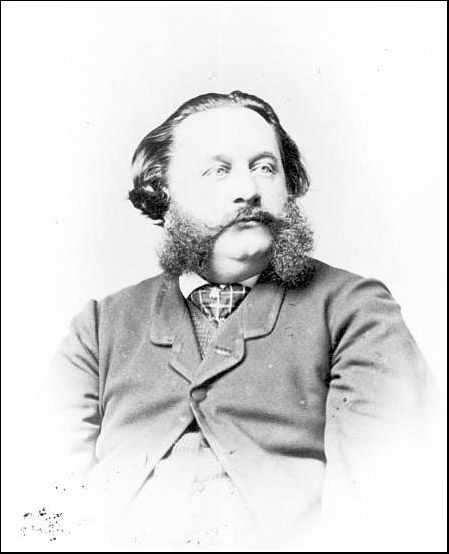
Alfred Jaëll.

Alfred Jaëll, född den 5 mars 1832 i Trieste, död den 27 februari 1882 i Paris, var en österrikisk pianist.
Jaëll, som var elev till Czerny i Wien, uppträdde i Venedig redan 1843 och synes ha förvärvat sin stora färdighet under ständigt konserterande (1868 och 1877 spelade han i Sverige). År 1866 gifte han sig med pianisten Marie Trautmann (sedermera känd om tonsättarinna och musikskriftställarinna). Jaëlls spel var inte djupt eller gripande, men ovanligt glatt, briljant och delikat. Hans kompositioner är endast konsertparafraser och salongsstycken.